# Museo Arqueológico de Santiago
El Museo Arqueológico de Santiago se encuentra ubicado a un costado del Museo de Artes Visuales —en realidad, se ingresa por este y ocupa una de sus salas—, en la plaza Mulato Gil de Castro, en el barrio Lastarria de Santiago, Chile. 

## Historia y características
El Museo Arqueológico de Santiago (MAS) fue fundado en 1981 con el propósito de albergar y exhibir la colección de arqueología chilena que había recorrido el mundo durante varios años con la muestra Chile indígena, auspiciada por el Ministerio de Relaciones Exteriores. Se instaló en la plaza Mulato Gil para exponer la colección de más 3000 piezas, que poseía.
El museo, que realizó numerosos proyectos de investigación, excavaciones, restauración y conservación, fue remodelado en 2005. Seis años más tarde, en 2011, la Fundación Cultural Mulato Gil de Castro decidió traspasar la colección arqueológica al Museo Precolombino, y las más de 3000 piezas de los pueblos originarios de Chile pasaron a enriquecer el área dedicada a Chile prehispánico (colecciones de cerámica, tejido, objetos de metal, hueso y madera).

## Galería

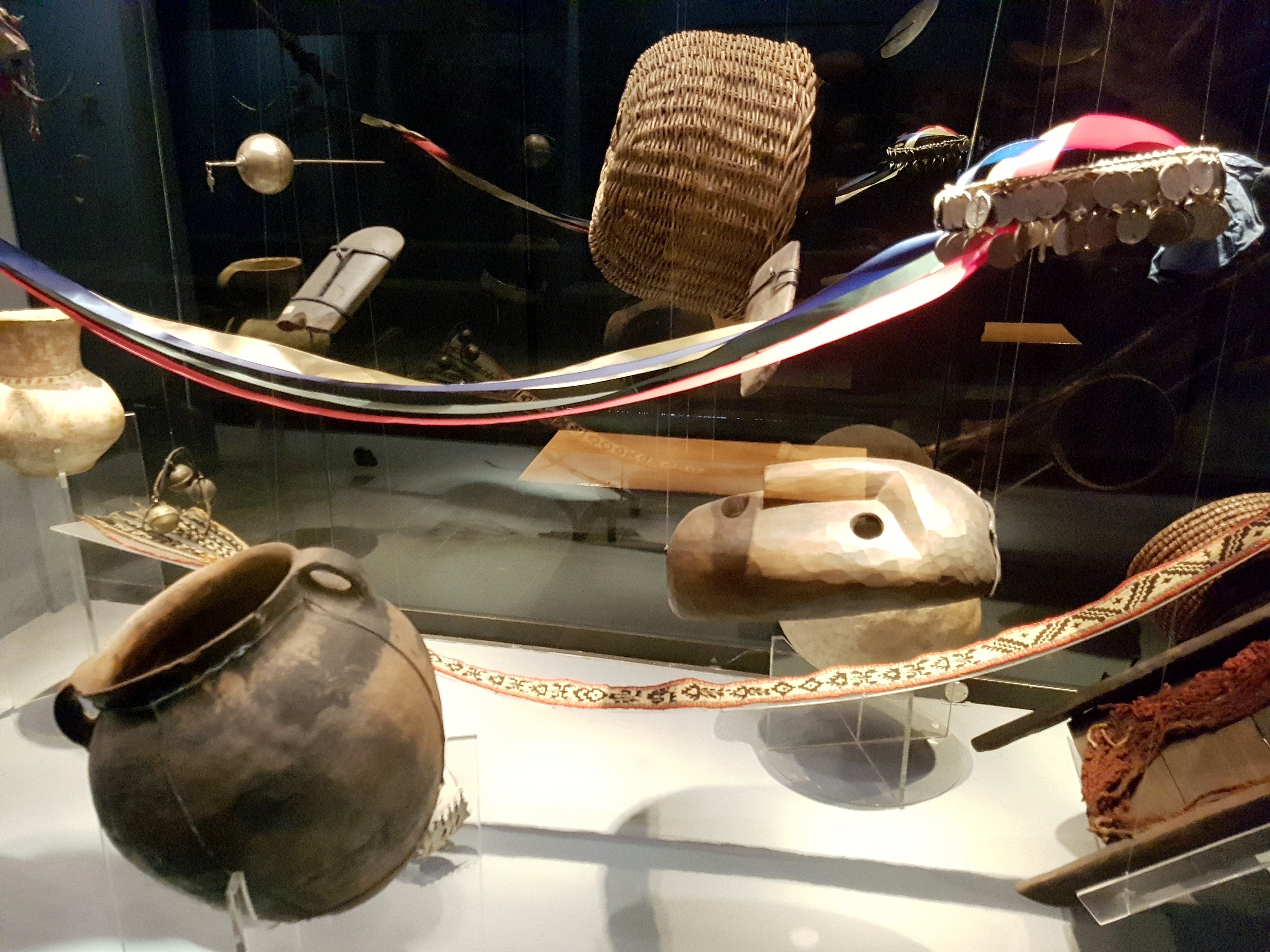
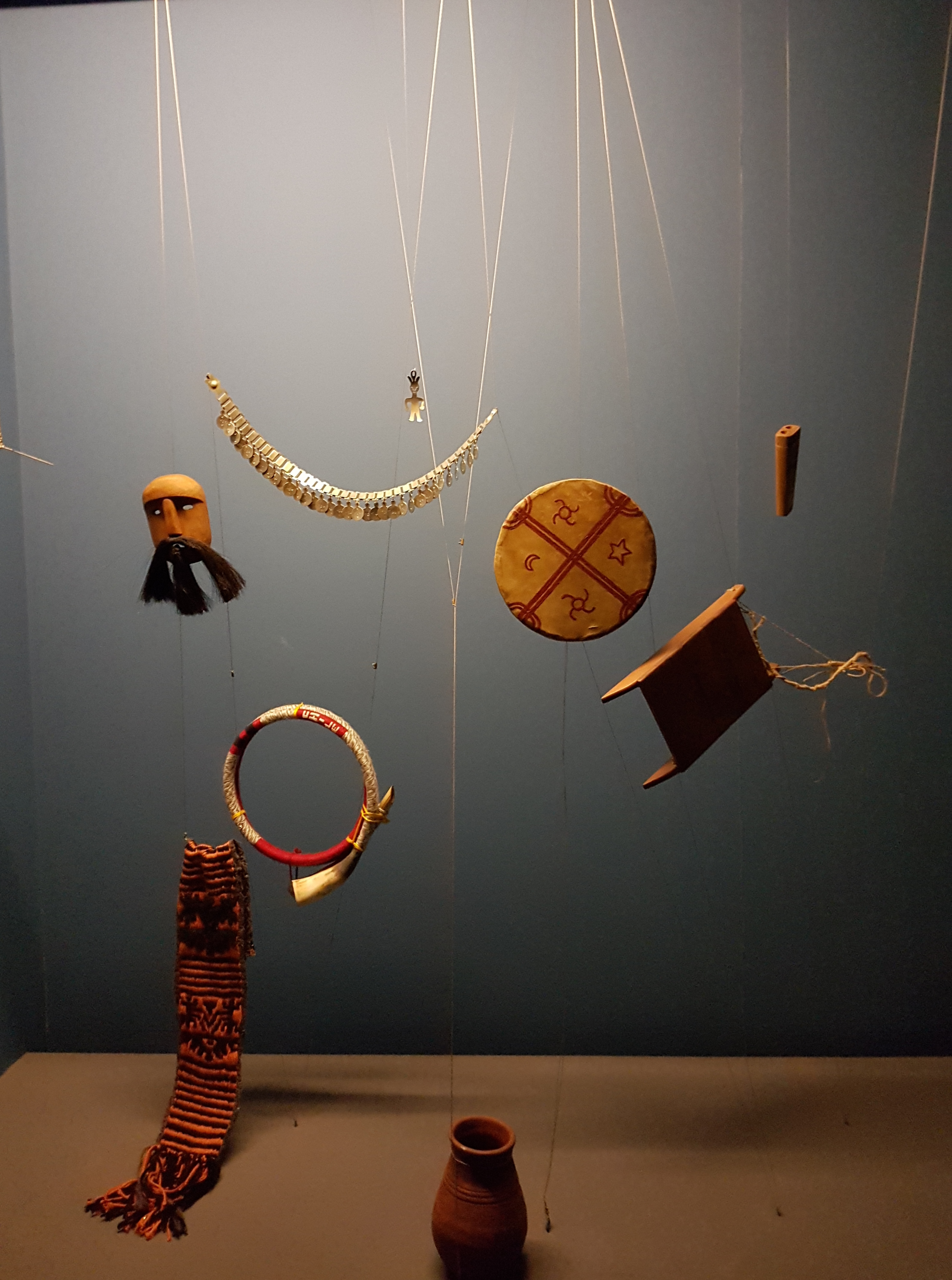